# Ангел (телесеріал)
«Ангел» (англ. Angel) — американський телесеріал, спіноф телесеріалу «Баффі — переможниця вампірів», задуманий спільно Джоссом Відоном і Девідом Грінволтом, у якому розповідається про подальшу долю Енджела, вампіра з душею, який покинув Саннідейл і переможницю Баффі і переїхав жити до Лос-Анджелеса.
Прем'єра серіалу відбулася на каналі The WB 5 жовтня 1999 — 19 травня 2004 (5 сезонів); у серіалі набагато темніша атмосфера, ніж у «Баффі».

## Акторський склад

### Основні актори
| Девід Бореаназ      | Енджел / Ангелус / Маркус Роско | Основний персонаж    | Основний персонаж    | Основний персонаж    | Основний персонаж | Основний персонаж |
| Каризма Карпентер   | Корделія Чейз                   | Основний персонаж    | Основний персонаж    | Основний персонаж    | Основний персонаж | Запрошена зірка   |
| Гленн Квінн         | Аллен Френсіс Дойл              | Основний персонаж    | Не з'являється       | Не з'являється       | Не з'являється    | Не з'являється    |
| Алексіс Денісоф     | Веслі Віндам-Прайс              | Основний персонаж    | Основний персонаж    | Основний персонаж    | Основний персонаж | Основний персонаж |
| Джей Август Річардз | Чарльз Ґанн                     | Періодичний персонаж | Основний персонаж    | Основний персонаж    | Основний персонаж | Основний персонаж |
| Емі Екер            | Фред (Вініфред) Беркл / Іллірія | Не з'являється       | Періодичний персонаж | Основний персонаж    | Основний персонаж | Основний персонаж |
| Вінсент Картайзер   | Коннор                          | Не з'являється       | Не з'являється       | Періодичний персонаж | Основний персонаж | Запрошена зірка   |
| Енді Геллет         | Лорні                           | Не з'являється       | Періодичний персонаж | Періодичний персонаж | Основний персонаж | Основний персонаж |
| Джеймс Марстерс     | Спайк                           | Запрошена зірка      | Запрошена зірка      | Не з'являється       | Не з'являється    | Основний персонаж |
| Мерседес Мак-Наб    | Гармоні Кендалл                 | Не з'являється       | Запрошена зірка      | Не з'являється       | Не з'являється    | Основний персонаж |

## Список епізодів серіалу
| Сезон | Епізоди | Прем'єрний показ | Прем'єрний показ |
| Сезон | Епізоди | Початок          | Завершення       |
| ----- | ------- | ---------------- | ---------------- |
| 1     | 22      | 5 жовтня 1999    | 23 травня 2000   |
| 2     | 22      | 26 вересня 2000  | 22 травня 2001   |
| 3     | 22      | 24 вересня 2001  | 20 травня 2002   |
| 4     | 22      | 6 жовтня 2002    | 7 травня 2003    |
| 5     | 22      | 1 жовтня 2003    | 19 травня 2004   |